# SEPANSO
La Société pour l’étude, la protection et l’aménagement de la nature dans le Sud-Ouest (SEPANSO) est une association française de défense de l'environnement qui œuvre depuis 1969 pour la sauvegarde du patrimoine naturel. 

## Histoire
Pierre Davant, l'un des fondateurs de la SEPANSO, retrace en 2009 40 ans d'histoire de l'association. .

## Organisation et réseaux
La SEPANSO est organisée en une fédération de 5 sections départementales correspondant à l'ancienne région Aquitaine. 
La SEPANSO est adhérente à France Nature Environnement (FNE). Avec la création de la région Nouvelle-Aquitaine, la SEPANSO Aquitaine, Limousin Nature Environnement et Poitou-Charentes Nature, également fédérations d’associations de défense de l’environnement adhérentes à France Nature Environnement, se sont unies en décembre 2016,  en une confédération nommée en mars 2017 « FNE Nouvelle-Aquitaine », afin de dialoguer avec les instances politiques et administratives de ce nouveau niveau régional.

## Actions
La SEPANSO agit pour faire respecter les textes réglementaires nationaux et internationaux. Elle participe aux débats publics, scientifiques et aux structures de concertation et de décision.
La SEPANSO est reconnue d’utilité publique depuis 1978, agréée au titre de la protection de la nature et de l’Environnement.
Elle s’implique dans tous les domaines touchant à l’environnement et à l’aménagement du territoire : agriculture, eau, forêt, énergie, transports, chasse, montagne, pêche, déchets, carrières, zones humides, etc.
La SEPANSO gère les espaces naturels suivants :
- Réserve naturelle nationale du banc d'Arguin
- Réserve naturelle nationale de l'Étang de Cousseau
- Réserve naturelle nationale du Marais de Bruges
- Réserve naturelle nationale de l'étang de la Mazière (gérée par la SEPANSO Lot-et-Garonne)

## Plaintes
En décembre 2007, la SEPANSO Aquitaine a porté plainte, dans le cadre de la construction par A'Lienor de l'autoroute A65, pour « destruction d’espèces animales non domestiques et protégées » et « destruction du milieu particulier d’espèces animales non domestiques et protégées » .